# Yoshio Kōsaku

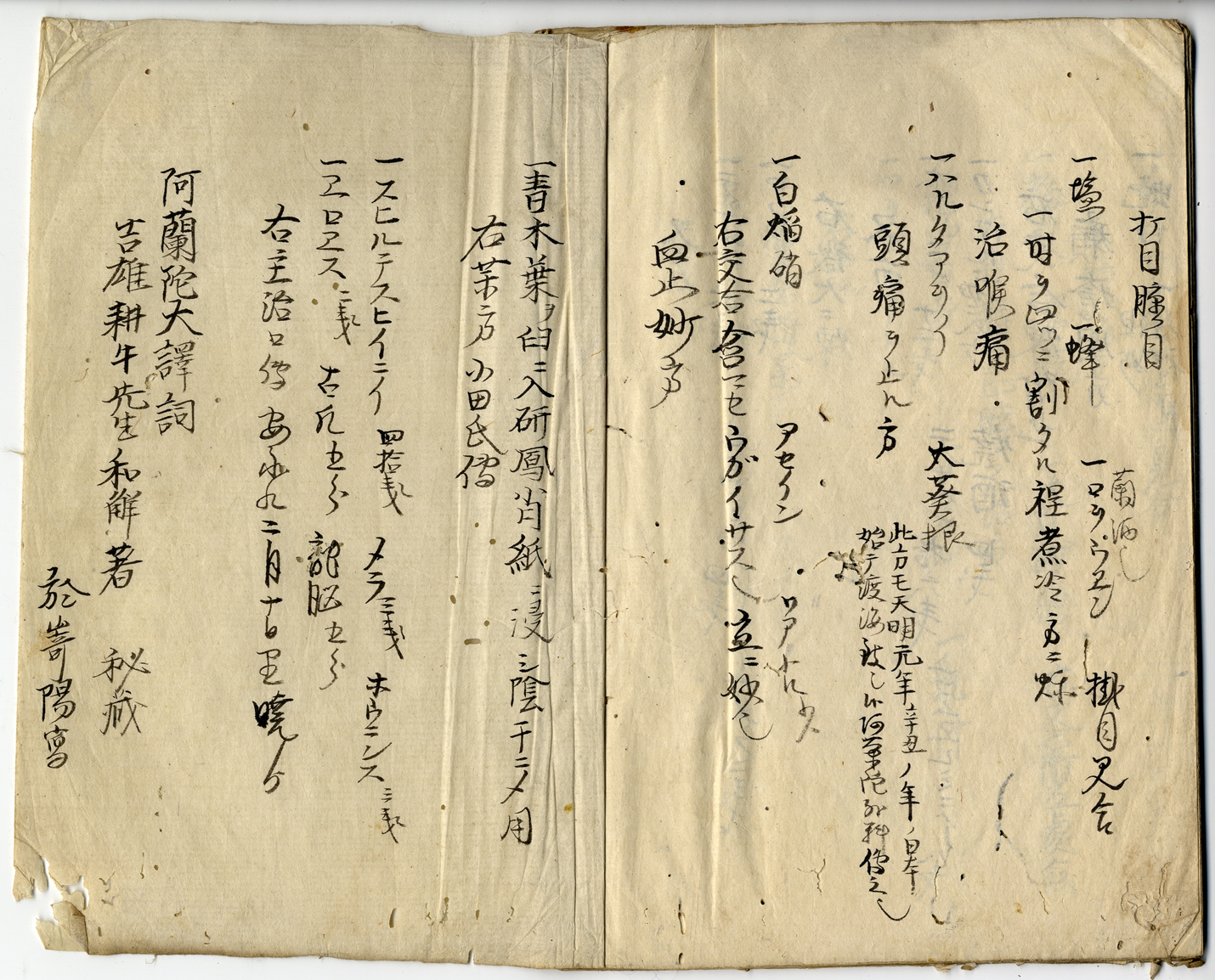
Dernière page du Yoshio geka-kikigaki (吉雄　外科聞書), copie d'un manuscrit médical avec médicaments et ordonnance occidentaux. Le texte se termine par une explication : « Traduit en japonais par le traducteur néerlandais principal, professeur Yoshio Kōgyū. Copie faite à Nagasaki, à garder secret. »

Yoshio Kōsaku (吉雄幸作), également connu sous le nom de Yoshio Kōgyū (吉雄耕牛) (1724-1800) était un médecin japonais et érudit des « Etudes Hollandaises » (Rangaku), et le traducteur hollandais en chef de Nagasaki, accompagnant souvent les fonctionnaires de la Compagnie néerlandaise des Indes orientales pendant des missions à Edo ou d'autres affaires officielles.
En tant que membre d'une des cinq familles samouraïs soutenus par le shogunat de Tokugawa en tant que traducteurs hollandais officiels et héréditaires, Kōsaku contrôlait l'importation des documents (les livres chrétiens étaient interdits pendant la période Edo) et tenait informé le shogunat de la politique mondiale. De 1770 à 1800 environ, il a servi de médiateur en chef entre la communauté hollandaise de Dejima et le shogunat.
Kōsaku était un écrivain prolifique, et a été décrit comme « peut-être […] la personne la plus informée sur l'Occident [au Japon] à son époque. » Il a construit une maison de style néerlandais et une faculté de médecine hollandaise, qui inscrivait parfois jusqu'à six cents étudiants. Kōsaku a écrit trente-neuf œuvres, principalement sur des sujets liées au rangaku, et a été le mentor d'un certain nombre d'étudiants, dont Genpaku Sugita.
Kōsaku critiquait parfois, dans ses œuvres, la société japonaise, et en particulier les attitudes et les façons des citoyens d'Edo, le capital shogunale. En rapport avec un voyage à Edo en 1774, accompagnant des fonctionnaires de la Compagnie néerlandaise des Indes orientales, Kōsaku a écrit qu'Edo doit servir d'exemple au reste de la nation, et que les intérêts des habitants d'Edo étaient limités à la quête de l'argent. Cette critique, préface de la première traduction intégrale d'un livre européen, a été reprise par beaucoup d'érudits du rangaku pour faire comprendre aux Japonais qu'il fallait changer leur vision du monde en ne considérant plus les Européens comme des barbares et la Chine comme le seul modèle d'une civilisation éclairée.
Des étudiants, des fonctionnaires et des artistes japonais visitant Nagasaki se faisait un devoir de rencontrer Kōsaku ; ses conférences et sa maison de style néerlandais suscitaient un grand intérêt. Le peintre Shiba Kōkan a rencontré Kōsaku en 1788, il est resté dans sa maison quelques nuits, et a visité Dejima. Un portrait de Kōsaku qu'il a peint à cette occasion, dans le modèle des peintures à l'huile occidentales et partiellement dans le modèle japonais d'ukiyo-e, existe encore aujourd'hui. Les journaux intimes du médecin Tachibana Nankei, qui est également restés un certain temps à la maison de Kōsaku, incluent des descriptions de cette maison.
La maison comportait une baignoire de style hollandais, un escalier occidental vert  et des escaliers en forme d'échelles typiques des maisons japonaises, des rideaux de fenêtre, et des chaises que Nankei trouve "pénible" de s'asseoir dessus, étant habitué à s'asseoir sur un tatami.
Kōsaku avait également une collection de livres européens, de peintures, et d'autres objets tels que des lunettes et des peintures-miroirs.